# Rhône (rivière)
Cet article concerne la rivière d'Eure-et-Loir. Pour le fleuve français, voir Rhône. Pour les autres homonymies, voir Rhône (homonymie).
Cet article possède un paronyme, voir Rhôme.
Pour un article plus général, voir Réseau hydrographique d'Eure-et-Loir.
La Rhône est une rivière française qui coule dans le département d'Eure-et-Loir, dans la région du Perche. C'est un affluent de l'Huisne en rive gauche, donc un sous-affluent de la Loire par l'Huisne, la Sarthe et la Maine.

## Géographie
De 15,8 km de long, la Rhône prend sa source sur le territoire d'Authon-du-Perche, dans le département d'Eure-et-Loir, au lieu-dit « les Maisons Rouges », à 220 m d'altitude. 
Dès sa naissance, elle prend la direction du nord-nord-ouest, orientation qu'elle maintient de manière générale jusqu'à la fin de son parcours de plus de quinze kilomètres. 
Elle se jette dans l'Huisne à Nogent-le-Rotrou, à 105 m d'altitude.
La rivière est signalée par les panneaux « la Rhône », homonyme du célèbre fleuve franco-suisse, mais son orthographe originelle serait la Ronne, selon un bulletin d'information de Coudray-au-Perche.

## Communes traversées
La Rhône traverse les communes d'Authon-du-Perche, Coudray-au-Perche, Souancé-au-Perche, Saint-Jean-Pierre-Fixte et Nogent-le-Rotrou, toutes situées dans le département d'Eure-et-Loir.

## Principaux affluents
Ses principaux affluents sont la Berthe en rive droite, puis la Jambette en rive gauche.

## Hydrologie

### La Rhône à Nogent-le-Rotrou
La Rhône est une rivière moyennement abondante, comme la plupart des cours d'eau issus de la région du Perche.
La station hydrométrique de Nogent-le-Rotrou, située au niveau de son confluent, a relevé, sur un bassin de 79 kilomètres carrés, un module ou débit moyen interannuel de 0,552 m3/s. Les observations ont été faites durant une période de 23 ans allant de 1971 à 1993.
La Rhône présente des fluctuations saisonnières de débit très peu marquées. Les hautes eaux se déroulent en hiver et au printemps et se caractérisent par des débits mensuels allant de 0,60 à 0,81 m3/s, de décembre à mai inclus (avec un maximum en février). Les basses eaux ont lieu en été, de fin juillet à la mi-octobre, entraînant une baisse du débit moyen mensuel allant jusqu'à 0,33 m3/s au mois de septembre, ce qui est loin d'être faible. Mais les fluctuations sont bien plus prononcées sur de plus courtes périodes, ou selon les années.

### Étiage ou basses eaux
À l'étiage, le VCN3 peut chuter jusque 0,17 m3/s, en cas de période quinquennale sèche, soit 170 litres par seconde, ce qui n'est pas du tout sévère pour un aussi petit cours d'eau, et reste même confortable.

### Crues
Les crues sont habituellement modérées, du moins dans le contexte du bassin ligérien. Les QIX 2 et QIX 5 valent en effet respectivement 4,3 et 6,2 m3/s. Le QIX 10 est de 7,5 m3/s et le QIX 20 de 8,7 m3/s. Quant au QIX 50, il se monte à 10 m3/s.
Le débit instantané maximal enregistré à Nogent-le-Rotrou a été de 12,0 m3/s le 12 février 1988, tandis que la valeur journalière maximale était de 6,4 m3/s le même jour. Si l'on compare la première de ces valeurs à l'échelle des QIX, on constate que cette crue était bien plus importante que la crue cinquantennale définie par le QIX 50 et donc très exceptionnelle.

### Lame d'eau et débit spécifique
Au total, la Rhône est une rivière moyennement abondante, comme la plupart des rivières issues de la région du Perche. La lame d'eau écoulée dans son bassin est de 221 millimètres annuellement, ce qui est certes inférieur à la moyenne d'ensemble de la France tous bassins confondus, mais se rapproche de la moyenne du bassin de la Loire (plus ou moins 240 à 250 millimètres). Le débit spécifique de la rivière (ou Qsp) se monte dès lors à 7,0 litres par seconde et par kilomètre carré de bassin.